# Kanton Perpignan-9

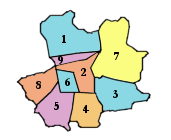
Kantone der Stadt Perpignan

Der Kanton Perpignan-9 war von 1982 bis 2015 ein französischer Wahlkreis im Arrondissement Perpignan, im Département Pyrénées-Orientales und in der Region Languedoc-Roussillon. Er umfasste den nördlich des Stadtzentrums gelegenen Teil von Perpignan.